# Felipe Santana
Felipe Augusto Santana (Rio Claro, 1986. március 17. –) brazil labdarúgó, jelenleg a  Atlético Mineiro hátvédje.

## Pályafutása

### Klubcsapatban

#### Figueirense
2006. január 1-jén került fel a Figueirense FC első csapatába. 2008-ig játszott hazájában.

#### Borussia Dortmund
2008. július 1-jén a német Borussia Dortmund játékosa lett, 2,1 millió euróért.
A 2008–09-es szezon első felében Jürgen Klopp ritkán játszotta, második felében már több lehetőség jutott neki. Négy bajnoki góllal segítette a klubot.
A rákövetkező szezonban csereember volt, összesen 27 mérkőzés jutott neki és egy gól.
2010–11-ben csak a bajnokságban játszott, ott is nagyon keveset; 13 mérkőzés, melyből ötöt játszott kezdőként, gólja pedig nincs. Csapata őt nélkülözve lett bajnok.
A 2011–12-es szezon az előzőhöz hasonlóan alakult Santana számára. Ismét 13 bajnoki (és egy gól valamint egy öngól) a mérlege, emellett a Bajnokok Ligájában is kapott lehetőséget.

## Sikerei, díjai

### Klubcsapatban

#### Borussia Dortmund
- Bundesliga: 2010–11, 2011–12
- DFB-Pokal: 2011–12